# Skeleton Warriors
Skeleton Warriors (укр. Воїни-скелети) — відеогра-платформер у жанрі «побити всіх» 1996 року, розроблена Neversoft і випущена Playmates Interactive Entertainment для PlayStation і Sega Saturn. Гра заснована на однойменному анімаційному телесеріалі.

## Ігровий процес
Skeleton Warriors використовує 2-вимірний сайдскролерний ігровий процес, який поєднує в собі елементи «побити всіх» і платформера, а також періодичні рівні водіння летючих мотоциклів. У грі використовується поєднання спрайтів з полігональним фоном та повністю 3D-відрендереної графіки.

## Оцінки
Next Generation рецензував версію гри для Saturn, оцінивши її в три зірки з п'яти, і заявив, що «зрештою, якщо ви просто не можете насититися сайд-скролерами, то можете розраховувати на те, що ця гра — одна з найкращих».
IGN оцінили версію для PlayStation на 5/10.

### Огляди
- GameFan #38 (том 4, випуск 2) — лютий 1996
- GamePro — квітень 1996
- Video Games & Computer Entertainment — березень 1996
- Game Revolution — 6 червня 2004
- NowGamer — 1 вересня 1996
- IGN — 25 листопада 1996
- All Game Guide — 1998